# Беринг, Эмиль Адольф фон
Эмиль Адольф фон Бе́ринг (нем. Emil Adolf von Behring; 15 марта 1854, Хансдорф, Пруссия (ныне de:Ławice, гмина Илава, Республика Польша) — 31 марта 1917, Марбург) — немецкий врач, бактериолог, иммунолог, серолог, создатель противодифтерийной сыворотки. Лауреат Нобелевской премии по физиологии и медицине (1901). Кавалер ордена Почётного легиона. Член тайного совета Пруссии. Почётный гражданин Марбурга.

## Биография
Эмиль Беринг родился в Хансдорфе, недалеко от Данцига (ныне — Польша) в многодетной (12 детей) семье прусского учителя Августа Георга Беринга (1819—1886) и Августины Беринг (в девичестве — Зах, 1828—1892). Отец Эмиля надеялся, что мальчик выберет одну из традиционных для семьи профессий — преподавание или теологию. Чтобы получить среднее образование, Эмилю пришлось покинуть отчий дом в раннем детстве и уже в одиннадцать лет стать гимназистом в Хохенштейне (Восточная Пруссия).
У Беринга рано проявился интерес к медицине. Однако, понимая, что финансовое положение семьи не позволяет ему учиться в высшем медицинском учебном заведении, он по настоянию своего отца поступил в Кёнигсбергский университет на факультет теологии. В 1874 году поступает в Военно-медицинский колледж при институте Фридриха Вильгельма в Берлине. Занятия будущих военных хирургов в колледже были бесплатными, но после окончания учёбы их обязывали отслужить десять лет в прусской армии. Окончив колледж в 1878 году, Беринг в 1880 году сдаёт государственные экзамены по медицине и стажируется в берлинской больнице Шарите. В 1881 году получил должность ассистента хирурга в Позене. До 1889 года Беринг служит в прусской армии батальонным врачом и хирургом сначала в западной Пруссии, а c 1883 года — в Силезии (Винциг).
Рутина клинической работы никогда не привлекала Беринга, чьи основные интересы были связаны с научными исследованиями. Ещё в Позене он заинтересовался использованием дезинфицирующих средств в боевых условиях для лечения инфекционных заболеваний, в особенности йодоформом, который применялся для лечения ран и сифилитических язв. Ещё в армии Беринг стремился всецело посвятить себя исследовательской работе. Такая возможность представилась ему в армии в 1887 году, когда он поступил в Боннский фармакологический институт. В 1888 году Беринг устраивается на неполный рабочий день в Институт гигиены в Берлине, которым руководил Роберт Кох.
До демобилизации в 1889 году Беринг успел поработать год в Академии военной медицины в Берлине, занимаясь преимущественно проблемами антисептики. В 1889 году Беринг присоединился к исследовательской группе пионера бактериологических исследований Роберта Коха, где занялся изучением методов лечения дифтерии и столбняка. В 1890 году он совместно с Сибасабуро Китасато показал — в развитие открытий Эмиля Ру и Александра Йерсена, — что в крови переболевших дифтерией или столбняком образуются антитоксины, которые обеспечивают иммунитет к этим болезням как самим переболевшим, так и тем, кому такая кровь будет перелита. В том же году на основе этих открытий был разработан метод лечения кровяной сывороткой.
До начала XX века дифтерия ежегодно уносила тысячи детских жизней, а медицина была бессильна облегчить их страдания и спасти от тяжёлой агонии. В рождественскую ночь 1891 года умирающие от дифтерии берлинские дети получили первые уколы новой сыворотки Беринга, которая многим из них спасла жизнь. Однако успех оказался частичным, и сыворотка Беринга не стала надёжным средством, спасающим всех детей.
В этот критический момент на помощь Берингу пришёл его коллега и друг Пауль Эрлих. Используя свои открытия в иммунологии Эрлих сумел усовершенствовать противодифтерийную сыворотку Беринга, рассчитать правильную дозировку антитоксина и получить высококонцентрированные и очищенные сыворотки, ставшие надёжными в клиническом применении. В 1894 году усовершенствованная сыворотка была успешно опробована на 220 больных детях. В 1901 году Берингу была присуждена первая Нобелевская премия по физиологии и медицине «за работу по сывороточной терапии, главным образом за её применение при лечении дифтерии, что открыло новые пути в медицинской науке и дало в руки врачей победоносное оружие против болезни и смерти» (for his work on serum therapy, especially its application against diphtheria, by which he has opened a new road in the domain of medical science and thereby placed in the hands of the physician a victorious weapon against illness and deaths).
Им также открыт феномен усиления при введении дробных доз токсина.
В 1894 году Беринг перешёл в университет в Галле, а в следующем году — в Марбургский университет. Преподавание Берингу давалось с трудом — и в 1895 году он основывает свой институт экспериментальной терапии в Марбурге, которым руководит до конца жизни. 
В 1896 году Беринг женился на Эльзе Спинола; в их семье было шесть детей.
В 1914 году при институте Беринга была основана компания по производству противостолбнячной и противодифтерийной вакцины. В начале Первой мировой войны Беринг подписал открытое письмо «К культурному миру». За новый триумф в борьбе с микробами, когда противостолбнячная вакцина помогла сохранить жизни многим немецким солдатам, Беринг был награждён правительством Германии Железным крестом. В 1900 году Парижская академия избрала Беринга своим членом.
Беринг отличался тяжёлым и требовательным характером. Он привык работать круглосуточно, забывая о потребностях своего организма. У Беринга было мало близких друзей и последователей. Когда война разлучила его с такими зарубежными коллегами, как Илья Мечников и Эмиль Ру, Беринг впал в депрессию, а его истощённый организм не мог справиться с переломом бедра. Осложнение следовало за осложнением, образовался ложный сустав, способность к передвижению стала ограниченной. Прогрессирующая болезнь сделала из 63-летнего Беринга дряхлого старика, и он скончался от скоротечной пневмонии.
Беринг умер в Марбурге 31 марта 1917 года.

## Научные труды
- Die praktischen Ziele der Blutserumtherapie (1892)
- Aetiologie und aetiologische Therapie des Tetanus (1904)
- Diphterie (1910)
- Einfuehrung in die Lehre von der Bekaempfung der Infektionskrankheiten (1912)

## Память
Имя выдающегося учёного носит Dade Behring в Марбурге — крупнейшая в мире компания, занимающаяся исключительно клинической диагностикой, а также компания CSL Behring. Кроме того, в университете Марбурга существует премия имени Эмиля фон Беринга. В Марбурге установлен памятник учёному.
В 1979 году в честь Эмиля фон Беринга названы кратер на Луне, астероид (65685) и премия.
8 сентября 2006 года в Марбурге был образован фонд Беринга-Рентгена для поддержки университетской медицины в Гиссенском университете им. Юстуса Либига и Марбургском университете им. Филиппса.

## Филателия
В 1940 году в Германии (Третий Рейх) были выпущены две марки, посвящённые 50-летию открытия противодифтерийной сыворотки, с изображением Эмиля Адольфа Беринга.

## Интересные факты
В 1897 году Беринг провёл на Капри медовый месяц с 20-летней Эльзой Спинолла, дочкой одного из директоров Берлинского госпиталя Шарите. Здесь он приобрёл виллу «Спинола» (ныне «Беринг»), которую в 1909—1911 годах снимал Максим Горький.